# 准噶尔猪毛菜
准噶尔猪毛菜（学名：Salsola dschungarica）是苋科猪毛菜属的植物。分布在中亚地区以及中国大陆的新疆等地，生长于海拔420米的地区，一般生长在山坡及戈壁滩，目前尚未由人工引种栽培。